# Richard Ellis (Politiker)

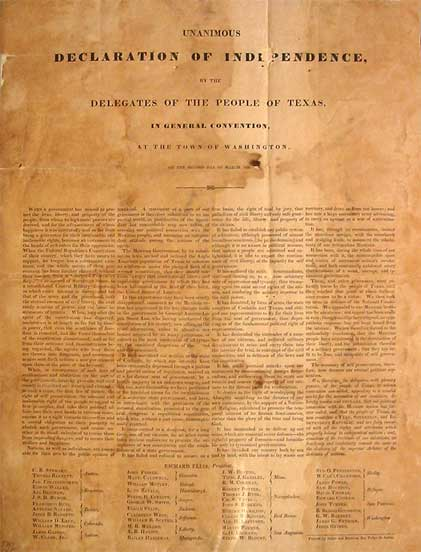
Texas’ Unabhängigkeitserklärung

Richard Ellis (* 14. Februar 1781 im Lunenburg County, Virginia; † 20. Dezember 1846 im Bowie County, Texas) war ein US-amerikanischer Politiker.
Ellis, zuvor Richter am Alabama Supreme Court siedelte sich 1834 auf dem heutigen Gebiet von Texas an. 1836 stand er dem Konvent vor, auf dem die Unabhängigkeit der Republik Texas von Mexiko erklärt wurde. Nach ihm wurde Ellis County benannt.